# Mistrovství Evropy v zápasu ve volném stylu 2021
Mistrovství Evropy v zápasu ve volném stylu za rok 2021 proběhlo v Areně COS Torwar ve Varšavě, Polsko ve dnech 19.-23. února 2021.

## Česká stopa
- -68 kg – Adéla Hanzlíčková

## Program

### Vyřazovací boje
- PO – 19.4.2021 – muži (−57 kg, −65 kg, −70 kg, −79 kg, −97 kg)
- ÚT – 20.4.2021 – muži (−61 kg, −74 kg, −86 kg, −92 kg, −125 kg)
- ST – 21.4.2021 – ženy (−50 kg, −55 kg, −59 kg, −68 kg, −76 kg)
- ČT – 22.4.2021 – ženy (−53 kg, −57 kg, −62 kg, −65 kg, −72 kg)

### Souboje o medaile
- ÚT – 20.4.2021 – muži (−57 kg, −65 kg, −70 kg, −79 kg, −97 kg)
- ST – 21.4.2021 – muži (−61 kg, −74 kg, −86 kg, −92 kg, −125 kg)
- ČT – 22.4.2021 – ženy (−50 kg, −55 kg, −59 kg, −68 kg, −76 kg)
- PÁ – 23.4.2021 – ženy (−53 kg, −57 kg, −62 kg, −65 kg, −72 kg)

## Výsledky

### Muži
| Kategorie | Zlato                     | Stříbro                    | Bronz                    | Bronz                         |
| --------- | ------------------------- | -------------------------- | ------------------------ | ----------------------------- |
| −57 kg    | Süleyman Atlı (TUR)       | Načyn Monguš (RUS)         | Kamil Karimov (UKR)      | Afgan Chašalov (AZE)          |
| −61 kg    | Abasgadži Magomedov (RUS) | Andrij Dželep (UKR)        | Beka Lomtadze (GEO)      | Eduard Grigorijev (POL)       |
| −65 kg    | Zagir Šachijev (RUS)      | Krzysztof Bieńkowski (POL) | Ali Rahimzada (AZE)      | Maxim Saculțan (MDA)          |
| −70 kg    | Israjil Kasumov (RUS)     | Turan Bajramov (AZE)       | Ihor Nykyforuk (UKR)     | Arman Andreasjan (ARM)        |
| −74 kg    | Tajmuraz Salkazanov (SVK) | Miroslav Kirov (BUL)       | Frank Chamizo (ITA)      | Mitch Finesilver (ISR)        |
| −79 kg    | Achsarbek Gulajev (SVK)   | Saifedine Alekma (FRA)     | Nikoloz Kenčadze (GEO)   | Alan Amirov (LAT)             |
| −86 kg    | Artur Najfonov (RUS)      | Sandro Aminašvili (GEO)    | Myles Amine (SMR)        | Ali Šabanov (BLR)             |
| −92 kg    | Magomed Kurbanov (RUS)    | Samuel Scherrer (SUI)      | Osman Nurmagomedov (AZE) | Gadži Radžabov (BLR)          |
| −97 kg    | Alichan Džabrajilov (RUS) | Süleyman Karadeniz (TUR)   | Radosław Baran (POL)     | Elizbar Odykadze (GEO)        |
| −125 kg   | Taha Akgül (TUR)          | Sergej Kozyrev (RUS)       | Geno Petrijašvili (GEO)  | Oleksandr Chocjanivskyj (UKR) |

### Ženy
| Kategorie | Zlato                     | Stříbro                     | Bronz                           | Bronz                         |
| --------- | ------------------------- | --------------------------- | ------------------------------- | ----------------------------- |
| −50 kg    | Marija Stadnyková (AZE)   | Miglena Selišková (BUL)     | Jekatěrina Poleščuková (RUS)    | Anna Łukasiak (POL)           |
| −53 kg    | Olga Chorošavcevová (RUS) | Maria Prevolarakisová (GRE) | Iulia Leordaová (MDA)           | Annika Wendleová (GER)        |
| −55 kg    | Stalvira Oršušová (RUS)   | Roksana Zasinová (POL)      | Krystyna Demková (UKR)          | Andreea Anaová (ROU)          |
| −57 kg    | Irina Kuročkinová (BLR)   | Angelina Łysaková (POL)     | Evelina Nikolovová (BUL)        | Alina Hrušynaová (UKR)        |
| −59 kg    | Biljana Dudovová (BUL)    | Veronika Čumikovová (RUS)   | Anastasia Nichitaová (MDA)      | Kateryna Žydačevská (ROU)     |
| −62 kg    | Iryna Koljadenková (UKR)  | Marianna Sastinová (HUN)    | Veronika Ivanovová (BLR)        | Katarzyna Mądrowská (POL)     |
| −65 kg    | Irina Rîngaciová (MDA)    | Tetjana Ryžková (UKR)       | Aleksandra Wólczyńská (POL)     | Kriszta Inczeová (ROU)        |
| −68 kg    | Koumba Larroqueová (FRA)  | Chanum Velijevová (RUS)     | Alina Berežná (UKR)             | Adéla Hanzlíčková (CZE)       |
| −72 kg    | Alla Belynská (UKR)       | Juliana Janevová (BUL)      | Dalma Canevaová (ITA)           | Jevgenija Zacharčenková (RUS) |
| −76 kg    | Epp Mäeová (EST)          | Natalja Vorobjovová (RUS)   | Aline Rotterová-Fockenová (GER) | Cynthia Vescanová (FRA)       |